# Action chrétienne des étudiants russes
Pour les articles homonymes, voir ACER.
L'Action chrétienne des étudiants russes (ACER) est un mouvement de jeunesse affilié à l'Église orthodoxe.

## Création
À la suite de la Révolution russe, près de 3 millions de Russes émigrent en Europe et reconstituent des réseaux sociaux, notamment chrétiens, dirigés par les membres de l'intelligentsia dans chacun des pays d'immigration.
Parmi les organisateurs de mouvements de jeunesse chrétienne, on compte à Paris A. Kalachnikov, en Allemagne, Sémion Frank et Ivan Iline, à Belgrade Kern Kiprian, Nikolaï Mikhaïlovitch Zernov, Nikolaï Nilkolaïevitch Afanassiev, Vassili Vassiliévitch Zenkovski, Kassian (Bezobrazov), N. M. Terechtchenko. À Prague, les dirigeants des mouvements étudiants pré-révolutionnaires de Russie L. N. Liperovski, A. I. Nikitiny, M. L. Brege, y impriment leur orientation interconfessionnelle. 
L'Action chrétienne des étudiants russes est créée en 1923 en fédérant en Europe ces différentes organisations de jeunesse. Le congrès fondateur a lieu du 1er au 7 octobre 1923 en Tchécoslovaquie, avec le soutien financier de la YMCA et de la Fédération internationale des étudiants chrétiens. De nombreuses personnalités de l'intelligentsia russe interviennent lors de ce congrès : Serge Boulgakov, Anton Kartachev, Vladimir Filimonovitch Martsinkovski, Nikolaï Nilkolaïevitch Afanassiev.
Accueillant plusieurs tendances politiques en son sein (monarchistes, socialistes, etc), elle choisit de marquer son caractère confessionnel et reçoit la bénédiction officielle de la hiérarchie orthodoxe.

## Depuis  1945
L'implantation de l'Action chrétienne des étudiants russes - Mouvement de Jeunesse orthodoxe (ACER-MJO) se situe en Europe occidentale et essentiellement en France.
Elle organise des cercles de discussion, finance une section de l'Aide sociale au service des plus démunis, une maison d'édition YMCA Press pour la pensée religieuse et philosophique russe des XIXe et XXe siècles, des revues : Vestnik, en russe (littéralement : le messager), et Messager orthodoxe, en français, qui traitent de théologie, philosophie et littérature, un service des relations pan-orthodoxes.

## Camp
Un camp pour les jeunes dans le Vercors (environ 200 personnes) se tient chaque été.

## Présidents
- 1981-1983 : Alexandre Schmemann
- 1983-1995 : Cyrille Eltchaninoff

- 2001-2007 : Alexandre Victoroff
- 2007-2024 : Cyrille Sollogoub
- depuis 2024 : Matthieu Sollogoub